# جوستوس ثيغبين
جوستوس ثيغبين (بالإنجليزية: Justus Thigpen)‏ مواليد 13 أغسطس 1947، هو لاعب كرة سلة أمريكي سابق. بدأ مسيرته الاحترافية في سنة 1970. تم اختياره من قبل فريق هيوستن روكتس خلال الدرافت. يبلغ طوله 6 قدم 1 بوصة (1.9 م). اعتزل اللعب في 1973. لعب مع ديترويت بيستونز وسكرامنتو كينغز.

## روابط خارجية
- جوستوس ثيغبين على موقع إن بي أي (الإنجليزية)
- جوستوس ثيغبين على موقع سبورتس رفرنس (الإنجليزية)
- جوستوس ثيغبين على موقع كلية كرة السلة في سبورتس رفرنس.كوم (الإنجليزية)
- جوستوس ثيغبين على موقع ريلجم (الإنجليزية)
- جوستوس ثيغبين على موقع بروبوليرز (الإنجليزية)